# 辻誠一郎
辻 誠一郎（つじ せいいちろう、1952年（昭和27年）8月4日 -  ）は、日本の歴史学者、生物学者、地球科学者。専門は環境史、歴史景観生態学。東京大学大学院新領域創成科学研究科教授を経て　東京大学名誉教授。理学博士。

## 概要
日本における環境史研究の第一人者。花粉や火山灰の分析を基にした、最終間氷期以降の植生変遷史研究で知られる。
「本当の意味の総合研究を指導、実践してきた」と評されるように、これまで所属してきた研究機関でそれぞれ教育分野の中心領域が異なっている（日本大学では地球科学、大阪市立大学では植物学、国立歴史民俗博物館では文化史、東京大学では環境考古学を講じている）。

## 人物
大学進学時には哲学を志望していたものの、高校3年の秋に十二指腸潰瘍による腹膜炎を発症し緊急手術を受けたことをきっかけに、志望先を地球科学に転換。日本大学文理学部へ進学する。日大に所属しつつ、東北大学に滞在し相馬寛吉教授の指導を受ける。
学部卒業後、遠藤邦彦教授に誘われ、直ちに実験助手として採用。1980年には、粉川昭平教授の主宰する植物分類学研究室の助手として大阪市立大学生物学教室に転出。のち講師。大阪市大の在職中に、博士号（理学博士）を取得。タイトルは、「過去15万年間の植生史 関東地方における植生史と植生・環境の変化様式」。1994年には、世界最大規模ともいわれる埋没林である木造町（現：つがる市）の「出来島最終氷期埋没林」を発見している。
1995年、国立歴史民俗博物館（歴博）に助教授として転出。のち教授。1998年から2003年にかけては三内丸山遺跡の共同研究を研究代表者として実施し、同遺跡周辺における集落生態系を復元する試みがなされたほか、十和田カルデラの破局噴火が円筒土器文化圏の形成を誘引したとの仮説を導き出している。
2004年、人文社会系研究科に転出する佐藤宏之の後任として、東京大学大学院新領域創成科学研究科環境学専攻社会文化環境コース（組織再編により、2006年より環境学研究系社会文化環境学専攻人文環境学講座）の教授となる。東大に移ってからは、専門を「歴史景観生態学」としている。
研究手法は理化学的な分析を中心とするものの、自然科学の手法と歴史学・考古学との融合を模索し、1997年ごろには今村峯雄や坂本稔、春成秀爾らとともに年代測定資料実験室を歴博内に設置し、出土遺物の放射性炭素年代測定（炭素14法）を開始している。1998年、中村俊夫と共同で分析した大平山元I遺跡の年代測定結果として、炭素14法の実測値をサンゴや樹木年輪などの測定値で補正する「暦年代較正」を日本で初めて採用する。この結果は、縄文時代の起源を4,500年遡らせるものだと報道され、これまで炭素14法による実測値をそのまま用いていた考古学者を中心に論争を巻き起こした。これを受けて、日本第四紀学会では辻を中心として、暦年代較正の推奨を謳った「2000年佐倉宣言」が出されている。
このほか、学際的な観点から植生変化を扱っている日本植生史学会の創設には、前身である「植生史研究懇談会」（1982年4月）ならびに「植生史研究会」（1986年2月）も含めて、中心的な役割を担っている。また、歴博では、生活文化と深くかかわってきた植物を紹介する「くらしの植物苑」の開設に尽力した。
酒に関わる研究も多く、縄文時代においてエゾニワトコを用いた酒造文化が存在している可能性を提唱したほか、研究者や醸造業に携わる人々で構成される「酒史学会」の事務局長もつとめていた。

## 略歴
- 1952年8月 - 滋賀県草津市に生まれる。
- 1971年3月 - 比叡山高等学校卒業。
- 1975年3月 - 日本大学文理学部応用地学科卒業。
- 1975年4月 - 日本大学文理学部実験助手。
- 1980年4月 - 大阪市立大学理学部助手。
- 1985年3月 - 理学博士（大阪市立大学）。
- 1991年4月 - 大阪市立大学理学部専任講師。
- 1995年4月 - 国立歴史民俗博物館歴史研究部助教授。
- 1996年4月 - 京都大学大学院理学研究科助教授（併任）。
- 1999年4月 - 総合研究大学院大学文化科学研究科助教授（併任）。
- 2003年11月 - 国立歴史民俗博物館歴史研究部教授、総合研究大学院大学文化科学研究科教授（併任）。
- 2004年4月 - 東京大学大学院新領域創成科学研究科教授、国立歴史民俗博物館客員教授（- 2007年3月）。
- 2007年4月 - 東京大学大学院新領域創成科学研究科社会文化環境学専攻長（- 2009年3月）。

## 所属学会
- 日本生態学会
- 日本植物学会
- 日本植生史学会
- 植物地理・分類学会
- 日本第四紀学会
- 日本地質学会
- 日本旧石器学会
- 酒史学会

## 受賞歴
- 1995年 - 日本第四紀学会論文賞
- 2007年 - 日本植生史学会学会賞
- 2016年 - 日本第四紀学会学会賞

## 著書

### 編著
- 『考古学と自然科学3 考古学と植物学』（2000年／同成社）

### 共著

#### 学術書
- （沼田眞、小原秀雄〔編〕）『東京の生物史』（1982年／紀伊國屋書店）
- （古文化財編集委員会〔編〕）『古文化財の自然科学的研究』（1984年／同朋舎出版）
- （日本第四紀学会〔編〕）『日本第四紀地図』（1987年／東京大学出版会）
- （近藤義郎、横山浩一、甘粕健、加藤晋平、佐原真、田中琢、戸沢充則〔編〕）『岩波講座日本考古学2 人間と環境』（1985年／岩波書店）
- （日本第四紀学会〔編〕）『百年・千年・万年後の日本の自然と人類』（1987年／古今書院）
- （佐原真、永井昌文、那須孝悌、金関恕〔編〕）『弥生文化の研究1 弥生人とその環境』（1989年／雄山閣）
- （岩崎卓也、石野博信、河上邦彦、白石太一郎〔編〕）『古墳時代の研究1 総論・研究史』（1993年／雄山閣）
- （荒井房夫〔編〕）『火山灰考古学』（1993年／古今書院）
- （坪井清足〔編〕）『縄文の湖 琵琶湖粟津貝塚をめぐって』（1994年／雄山閣）
- （大沢雅彦、大原隆〔編〕）『生物-地球環境の科学 南関東の自然誌』（1995年／朝倉書店）
  - （大沢雅彦、大原隆〔編〕）『生物-地球環境の科学 南関東の自然誌 普及版』（2005年／朝倉書店）
- （大塚初重、白石太一郎、西谷正、町田章〔編〕）『考古学による日本歴史16 自然環境と文化』（1996年／雄山閣）
- （大塚初重、白石太一郎、西谷正、町田章〔編〕）『考古学による日本歴史2 産業1』（1996年／雄山閣）
- （岡田康博、NHK青森放送局〔編〕）『縄文都市を掘る』（1997年／日本放送出版協会）
- （岩田進午、喜田大三〔監修〕）『土の環境圏』（1997年／フジテクノシステム）
- （網野善彦、大塚初重、森浩一〔監修〕）『シンポジウム日本の考古学1 旧石器時代の考古学』（1998年／学生社）
- （白石太一郎〔編著〕）『発掘された古代日本』（1999年／放送大学教育振興会）
- （国立歴史民俗博物館〔編〕）『考古資料と歴史学』（1999年／吉川弘文館）
- （小林達雄〔編〕）『最新 縄文学の世界』（1999年／朝日新聞社）
- （佐原真、都出比呂志〔編〕）『古代史の論点1 環境と食料生産』（2000年／小学館）
- （朝日新聞社〔編〕）『考古学クロニクル2000』（2000年／朝日新聞出版）
- （国立歴史民俗博物館〔編〕）『倭人をとりまく世界』（2000年／山川出版社）
- （NHKスペシャル「日本人」プロジェクト〔編〕）『日本人はるかな旅3 海が育てた森の大国』（2001年／日本放送出版協会）
- （伝統の朝顔展示プロジェクト〔編〕）『朝顔を語る 公開討論会より』（2001年／歴史民俗博物館振興会）
- （白石太一郎〔編〕）『日本の時代史1 倭国誕生』（2002年／吉川弘文館）
- （赤坂憲雄、中村生雄、原田信男、三浦佑之〔編〕）『いくつもの日本2 あらたな歴史へ』（2002年／岩波書店）
- （埴原和郎〔編〕）『史話 日本の古代1 日本人はどこから来たか』（2003年／作品社）
- （安室知〔編〕）『歴史研究の最前線2 環境史研究の課題』（2004年／総研大日本歴史研究専攻・国立歴史民俗博物館）
- （奈良文化財研究所〔編〕）『ドイツ展記念概説 日本の考古学 上』（2005年／学生社）
  - （奈良文化財研究所〔編〕）『ドイツ展記念概説 日本の考古学 普及版 上』（2007年／学生社）
- （NHK三内丸山プロジェクト、岡田康博〔編〕）『縄文文化を掘る』（2005年／日本放送出版協会）
- （上原真人、吉川真司、白石太一郎、吉村武彦〔編〕）『列島の古代史8 古代史の流れ』（2006年／岩波書店）
- （佐藤宏之〔編〕）『縄文化の構造変動』（2008年／六一書房）
- （山本紀夫〔編〕）『増補 酒づくりの民族誌』（2008年／八坂書房）
- （小杉康、西田泰民、水ノ江和同、谷口康浩、矢野健一〔編〕）『縄文時代の考古学3 大地と森の中で 縄文時代の古生態系』（2009年／同成社）
- （設楽博己、藤尾慎一郎、松木武彦〔編〕）『弥生時代の考古学2 弥生文化誕生』（2009年／同成社）
- （岩淵令治、青木隆治〔編〕）『歴史研究の最前線13 資料で酒を味わう』（2011年／総研大日本歴史研究専攻・国立歴史民俗博物館）
- （東京大学大学院新領域創成科学研究科環境学研究系〔編〕）『シリーズ環境の世界5 社会文化環境学の創る世界』（2013年／朝倉書店）
- （今村啓爾、泉拓良〔編〕）『講座日本の考古学3 縄文時代 上』（2013年／青木書店）
- （国立歴史民俗博物館、青木隆浩〔編〕）『人と植物の文化史』（2017年／古今書院）

#### 自治体史
- 東京都千代田区『新編千代田区史 通史編』（1998年）
- 東京都千代田区『新編千代田区史 通史資料編』（1998年）
- 千葉県『千葉県の自然史 本編5 千葉県の植物2』（2001年）
- 青森県『青森県史 別編 三内丸山遺跡』（2002年）
- 千葉県『千葉県の歴史 資料編 考古4』（2004年）
- 山口県『山口県史 通史編 原始・古代』（2008年）